# مهدی کریم
مهدی کریم (عربی: مهدي كريم عجيل؛ زاده ۱۰ دسامبر ۱۹۸۳) یک بازیکن فوتبال اهل عراق است.
وی همچنین در تیم ملی فوتبال عراق بازی کرده‌است.